# Mont-Cauvaire
Mont-Cauvaire är en kommun i departementet Seine-Maritime i regionen Normandie i norra Frankrike. Kommunen ligger i kantonen Clères som tillhör arrondissementet Rouen. År 2022 hade Mont-Cauvaire 883 invånare.

## Befolkningsutveckling
Antalet invånare i kommunen Mont-Cauvaire
| Referens: INSEE |